# Zasłużony Pracownik Kultury RFSRR
Zasłużony Pracownik Kultury RFSRR – tytuł honorowy Rosyjskiej Federacyjnej Socjalistycznej Republiki Radzieckiej, ustanowiony 26 maja 1964.

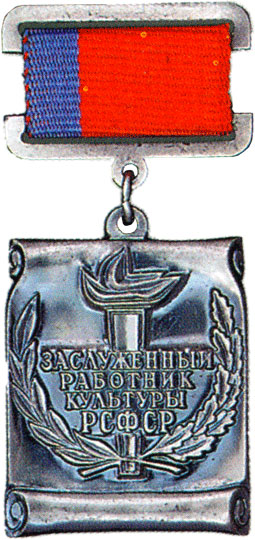
Zasłużony Pracownik Kultury RFSRR

Nadawany wysoko wykwalifikowanym pracownikom instytucji, organizacji i organów kultury, sztuki, edukacji, poligrafii, prasy, radia i telewizji, uczestnikom amatorskiej twórczości oraz osobom biorącym udział w pracach organizacji, instytucji i organów kultury na zasadzie wolontariatu, za zasługi w rozwoju kultury i pracującym w dziedzinie kultury przez 15 lat lub dłużej.
Ostatnie przyznanie tego tytułu nastąpiło 4 lutego 1992.